# María José Blum
María José Blum Andrade (Guayaquil; 17 de agosto de 1982) es una cantante y actriz ecuatoriana. Comenzó su carrera musical con el grupo Kiruba, el cual lo integró con Mariela Nazareno, Diana Rueda, Gabriela Villalba y Cecilia Calle.

## Biografía

### Carrera
En el 2004, María José después de la separación del grupo continuó en los escenarios, participando en el musical “El Mago de Oz” con Danzas Jazz.
En 2005 lanzó un disco con poco impacto comercial, al año siguiente contrajo matrimonio, y en 2007 abrió su propia tienda de perfumes.
En el 2008, cuatro de las cinco exintegrantes de Kiruba, decidieron reencontrarse y formar la agrupación Hada 4, además ingresó al mundo de la actuación con papeles en musicales de teatro como «Enredos entre dos», también realizó series televisivas como la novela El Cholito I, en Ecuavisa; El Cholito II interpretó la misma personaje pero un papel de corte villana y La Pareja Feliz, en Teleamazonas. 
María José se graduó en la Universidad Casa Grande, en licenciatura en comunicación escénica. Ha realizado talleres de actuación con Julio César Herrera, Andrés Garzón y Carolina Ossa. En la música recibió clases de vocalización cuando estuvo en el programa Popstar.
En agosto del 2017, Kiruba anunció su regreso al escenario en los medios, con las 5 miembros originales de la agrupación en la portada de la revista "¡Hola!". 
El 30 de enero de 2018, Kiruba estrenó su nueva canción "Se Me Fue", una canción que cuenta con la colaboración de Magic Juan, un exmiembro de Proyecto Uno. La canción llegó al #1 en el Top 25 Nacionales de Charts Ecuador y al Top 40 a nivel general de acuerdo al mismo medio. Su segundo sencillo de regreso "Alma" alcanzó la posición #11 de la lista de sencillos ecuatorianos.
En diciembre de 2018, Kiruba ganó la categoría a Mejor Artista Pop en lo Mejor del Año en Charts Ecuador. María José también fue parte del tema navideño Blanca Navidad lanzado en 2019 junto con sus compañeras de Kiruba Diana, Mariela y Cecilia, en esta ocasión Gabriela Villalba no participó en dicho sencillo.

## Vida personal
Está casada y tiene 2 hijas. Creó una marca de ropa llamada Little Me inspirada en sus dos hijas; lanzó su colección de ropa en 2015 llamada Happiness.[cita requerida]

## Discografía

### Álbumes de estudio con Kiruba
| Año  | Álbum                                                                                             | Posiciones         | Posiciones          | Ventas y certificaciones                                      |
| Año  | Álbum                                                                                             | Bandera de Ecuador | Bandera de Colombia | Ventas y certificaciones                                      |
| ---- | ------------------------------------------------------------------------------------------------- | ------------------ | ------------------- | ------------------------------------------------------------- |
| 2003 | Kiruba - Primer álbum de estudio - Lanzamiento: 8 de abril de 2003 - Discográfica: MTM Records    | 1                  | 30                  | Ventas mundiales: 15.000 Certificación de MTM: Triple platino |
| 2004 | Baila La Luna - Segundo álbum de estudio - Lanzamiento: junio de 2004 - Discográfica: MTM Records | 7                  | -                   | Ventas mundiales: 3.000                                       |

### Álbum Solista
| Año  | Álbum                                                                                       | Posiciones | Ventas |
| Año  | Álbum                                                                                       | Ecuador    | Ventas |
| ---- | ------------------------------------------------------------------------------------------- | ---------- | ------ |
| 2005 | Tocame - Álbum Solista - Lanzamiento: 1 de septiembre de 2005 - Discográfica: Independiente | _          | _      |

### Sencillos conKiruba
| Año  | Sencillo                 | Posiciones         | Posiciones          | Posiciones      | Posiciones         | Álbum         |
| Año  | Sencillo                 | Bandera de Ecuador | Bandera de Colombia | Bandera de Perú | Bandera de Bolivia | Álbum         |
| ---- | ------------------------ | ------------------ | ------------------- | --------------- | ------------------ | ------------- |
| 2003 | «Quisiera»               | 1                  | 15                  | 18              | 12                 | Kiruba        |
| 2004 | «Me Quedo Contigo»       | 1                  | 71                  | -               | 43                 | Baila La Luna |
| 2004 | Volverás                 | 15                 | -                   | -               | -                  | Tócame        |
| 2005 | Demasiado para ti        | -                  | -                   | -               | -                  | Tócame        |
| 2008 | «Estoy Volviéndome Loca» | 27                 | -                   | -               | -                  | Hada 4        |
| 2018 | «Se me fue»              | 1                  | -                   | -               | -                  | Reencuentro   |
| 2018 | «Alma»                   | 12                 | -                   | -               | -                  | Reencuentro   |
| 2019 | Blanca Navidad           | -                  | -                   | -               | -                  | Reencuentro   |

## Filmografía

### Series y telenovelas
| Año  | Título                | Personajes              |
| ---- | --------------------- | ----------------------- |
| 2018 | 3 Familias            | Doctora                 |
| 2013 | Así Pasa              | Reparto                 |
| 2010 | Mostro de Amor        | Patricia Campos Herrera |
| 2009 | La pareja feliz       | Paris Hiltón            |
| 2007 | La novela del Cholito | Patricia Campos Herrera |
| 2002 | Después de Clases     | Presentadora            |